# Hideko, cobradora de autobús
Hideko, cobradora de autobús (秀子の車掌さん Hideko no shashō-san?), es una película japonesa de comedia dramática de 1941 escrita y dirigida por Mikio Naruse. Se basó en la novela por entregas Okoma-san de Masuji Ibuse y fue la primera colaboración entre Mikio Naruse y Hideko Takamine.

## Trama
Okoma es una joven que trabaja como conductora en la compañía de autobuses Kohoku en Kofu, Yamanashi, está preocupada por la disminución del número de pasajeros, que prefieren los autobuses más caros pero limpios y rápidos de la compañía competidora Kaihatsu. Después de escuchar un programa de radio sobre guías de autobús, se le ocurre la idea de entretener a los pasajeros con información sobre los lugares de interés locales durante el viaje. Después de convencer al conductor Sonoda y al jefe de la compañía de su idea, logra que el escritor visitante Ikawa escriba un guion para ella. Ikawa renuncia a un pago porque Okoma encontró y devolvió su cuaderno perdido. Durante la práctica, Okoma resulta herido y el autobús sufre daños leves en un accidente. El jefe de la empresa intenta convencer a Sonoda para que dé falso testimonio sobre las circunstancias del accidente para cobrar el dinero del seguro, pero Sonoda, después de consultar con Ikawa, finalmente se niega. Ante el intento fallido de Ikawa, el jefe ordena que limpien el autobús. Después de despedirse de Ikawa, Okoma y Sonoda dan su primer recorrido guiado en autobús, sin saber que mientras tanto el jefe ha vendido el autobús y está cerrando la empresa.

## Elenco
- Hideko Takamine como Okoma
- Kamatari Fujiwara (acreditado como Keita Fujiwara) como Sonoda
- Daijirō Natsukawa como Ikawa
- Tamae Kiyokawa como casera
- Yotaro Katsumi como jefe de la empresa
- Tsuruko Mano como la madre de Okama

## Producción
Hideko Takamine ya era una famosa estrella de cine por sus papeles infantiles y el título de la película hace referencia a su nombre y no al del personaje que no tiene nombre en la novela original. Además, Naruse simplificó el final de la historia de Ibuse. Esta fue la primera película que Naruse hizo con Hideko Takamine, a la que le siguieron dieciséis más entre 1945 y 1966.
Catherine Russell, investigadora especializada en Naruse, ha descrito esta película como «una película notable sobre una mujer joven que 'se desenvuelve' como un sujeto profesional, articulado y hablante».

## Legado
Hideko, cobradora de autobús se exhibió en el Museo de Arte Moderno en 1985 como parte de su retrospectiva sobre Mikio Naruse,  organizada por el Instituto de Cine Memorial Kawakita y el estudioso de cine Audie Bock.